# Robert Coppes
Robert Coppes (1898-1974) was een Nederlander die bekend is geworden door zijn werk voor blinden in Nederland.

## Geschiedenis
Coppes werd in 1898 in Venlo geboren. Enkele jaren na het behalen van zijn HBS-diploma werd hij langzaamaan blind. Hij leerde hierop in korte tijd het brailleschrift en vestigde zich met zijn zus, die ook blind was, als sigarenhandelaar in Den Haag. Dit deed hij zonder specifieke hulp, omdat die simpelweg ontbrak. 
Na de Tweede Wereldoorlog werd door de inspanningen van Robert Coppes de Nederlandse Blindenraad opgericht. Daarvoor was hij al actief geweest in de Katholieke Blindenbond. Door zijn toedoen ontvingen in de jaren vijftig van de 20e eeuw de blinden zonder inkomen een vergoeding van ƒ 22 per week, de zogenaamde blindenrente.
In 1953 werd Robert Coppes directeur van het Tehuis voor Blinde Dames in Engelen, een functie die hij tot aan zijn dood in 1974 vervulde. 
Toen de blinden uitgesloten werden van de Wet Gemeentelijke Sociale Werkvoorziening kwam Robert Coppes daar tegen in verweer. Dankzij zijn inspanningen werd deze maatregel ongedaan gemaakt. 

## Zorginstelling
Om die reden werd eind jaren 70 een stichting naar hem vernoemd die zich in ging zetten voor de begeleiding van jong volwassenen met een visuele handicap naar zelfstandigheid: de Robert Coppes Stichting te Vught. Inmiddels heeft deze stichting vier teams (regio Sittard, Vught, Nijmegen en Breda) die begeleiding bieden aan zelfstandig wonende volwassenen met een visuele beperking en drie woonvormen in Vught.